# Creag Leacach
Creag Leacach är ett berg i Storbritannien.   Det ligger i kommunen Perth and Kinross och riksdelen Skottland, i den norra delen av landet, 600 km norr om huvudstaden London. Toppen på Creag Leacach är 987 meter över havet, eller 74 meter över den omgivande terrängen. Bredden vid basen är 1,2 km.
Terrängen runt Creag Leacach är huvudsakligen kuperad.Runt Creag Leacach är det glesbefolkat, med 13 invånare per kvadratkilometer. Närmaste större samhälle är Braemar, 16,9 km norr om Creag Leacach. Trakten runt Creag Leacach består i huvudsak av gräsmarker.